# Шарипов, Бобошо
Бобошо Шарипов (1906, кишлак Динау, Бухарский эмират — ?) — советский хозяйственный, государственный и политический деятель, председатель колхоза имени Н. С. Хрущёва Кулябского района Таджикской ССР, Герой Социалистического Труда.

## Биография
Родился в 1906 году. Член КПСС.
С юного возраста трудился в сельском хозяйстве. С началом коллективизации в Таджикской ССР одним из первых вступил в хлопководческую сельхозартель в Колхозабадском районе (в 1939—1955 годах — Кулябской области). В 1937 году вступил в КПСС.
В годы Великой Отечественной войны занимал пост председателя исполкома Колхозабадского районного Совета депутатов трудящихся. Хлопководы колхозов района обеспечивали поставки стратегически важного сырья на фронт. За успехи в этом деле в 1944 году был награждён орденом Трудового Красного Знамени.
В первые послевоенные годы был председателем колхоза «Большевик», впоследствии — Колхоза имени Н. С. Хрущёва. Под его руководством хозяйство быстро вошло в число передовых хлопководческих колхозов Кулябской области. За получение в 1947 году урожая хлопка 72,9 центнера/га на площади 12 гектаров был удостоен ордена Ленина (1948). Позже получил ещё четыре таких ордена (1949, 1951, 1954 и 1957).
Указом Президиума Верховного Совета СССР от 17 января 1957 года за выдающиеся успехи, достигнутые в деле развития советского хлопководства, широкое применение достижений науки и передового опыта в возделывании хлопчатника и получение высоких и устойчивых урожаев хлопка-сырца Шарипову Бобошо присвоено звание Героя Социалистического Труда с вручением ордена Ленина и золотой медали «Серп и молот».
В 1964 году вскрылись неблаговидные действия известного в республике хозяйственного деятеля. Следствием было выяснено, что в период работы председателем колхоза Шарипов вошёл в сговор с работниками заготпункта и используя бестоварные накладные присвоил себе 8500 рублей (в масштабе после денежной реформы 1961 года) и совместно с другими обвиняемыми — 39 306 рублей. В ходе следствия он частично изменил показания и признал себя виновным только в приписке хлопка (60 810 килограммов). 15 августа 1964 года выездной сессией Верховного Суда Таджикской ССР был осужден по 183 ст. 2 ч. и ст. 83 ч. 3 Уголовного кодекса Таджикской ССР к 8 годам лишения свободы.
В связи с осуждением за обман государства и расхищение государственных средств в крупных размерах Указом Президиума Верховного Совета СССР от 12 декабря 1964 был лишён всех наград.
Дата смерти неизвестна.